# Тротциг, Эллен
Эллен Тротциг (швед. Ellen Trotzig; 5 марта 1878, Мальмё — 6 ноября 1949, Симрисхамн) — шведская художница. Известна в первую очередь пейзажами Эстерлена.

## Биография и творчество
Эллен Тротциг родилась в 1878 году в Мальмё. Она была старшей из пятерых детей. Когда Эллен было пять лет, семья переехала в Симрисхамн, где её отец получил место начальника почтового отделения. После его смерти мать с восемнадцатилетней Эллен и остальными детьми вернулись в Мальмё. Дядя Эллен по отцу поддержал девушку и помог ей получить образование.
С 1896 по 1898 год Эллен Тротциг обучалась в Художественной школе для женщин (дат. Tegne- og Kunstindustriskolen for Kvinder) в Копенгагене. Затем она несколько лет работала картографом в Мальмё, после чего продолжила обучение живописи в Гётеборге, в
Художественной школе Валанд (швед. Valand målarskola, ныне Академия Валанд), где её учителем был Карл Вильгельмсон. В 1905 году она впервые выставила свои работы.
В 1907 году Тротциг отправилась в Париж. Она посещала Академию Коларосси, где училась у Кристиана Крога. В Париже в то время учились и работали многие художники из Скандинавии, в том числе Тора Вега Хольмстрём. Они с Эллен стали подругами и продолжали общаться даже после того, как обе покинули Париж.
Тротциг очень любила природу и в уединении чувствовала себя лучше, чем в обществе. Особенно близки ей были пейзажи Эстерлена, ставшие для неё неизменным источником вдохновения. Совершая недолгие поездки в Стокгольм или Гётеборг, она всегда рвалась назад в Эстерлен. За границей, после Парижа, Тротциг побывала лишь ещё один раз: в 1927 году она ездила в Италию через Германию.
Помимо пейзажей, Тротциг писала натюрморты и портреты, изображая преимущественно женщин — как правило, серьёзных или погружённых в задумчивость. Её моделями часто становились жительницы окрестных деревень. Тротциг также писала портреты близких друзей и автопортреты, но с 1916 года сосредоточилась исключительно на пейзажах и натюрмортах. В её изображениях природы нет ничего идиллического: пейзажи предстают строгими и суровыми, в сдержанных тёмных тонах. Однако в них присутствует и пробивающийся сквозь облака свет, создавая иногда драматический эффект.
Тротциг интересовалась ботаникой и выращивала в своём саду цветы, из которых потом составляла подобранные по цветовому принципу композиции. В своих цветочных натюрмортах она много экспериментировала с цветом.
Тротциг неоднократно участвовала в различных выставках в Швеции и Дании. Её персональные выставки проходили в 1928 году в Мальмё и в 1942 году в Истаде.
Эллен Тротциг умерла в Симрисхамне в 1949 году. После её смерти состоялись ретроспективные выставки её работ; масштабная персональная выставка была проведена в Истаде в 2010 году. Художница оставила значительное творческое наследие, часть которого, согласно её завещанию, была продана с целью учреждения Фонда Эллен Тротциг. Фонд ежегодно выплачивает стипендию молодым художникам, так или иначе связанным со Сконе.

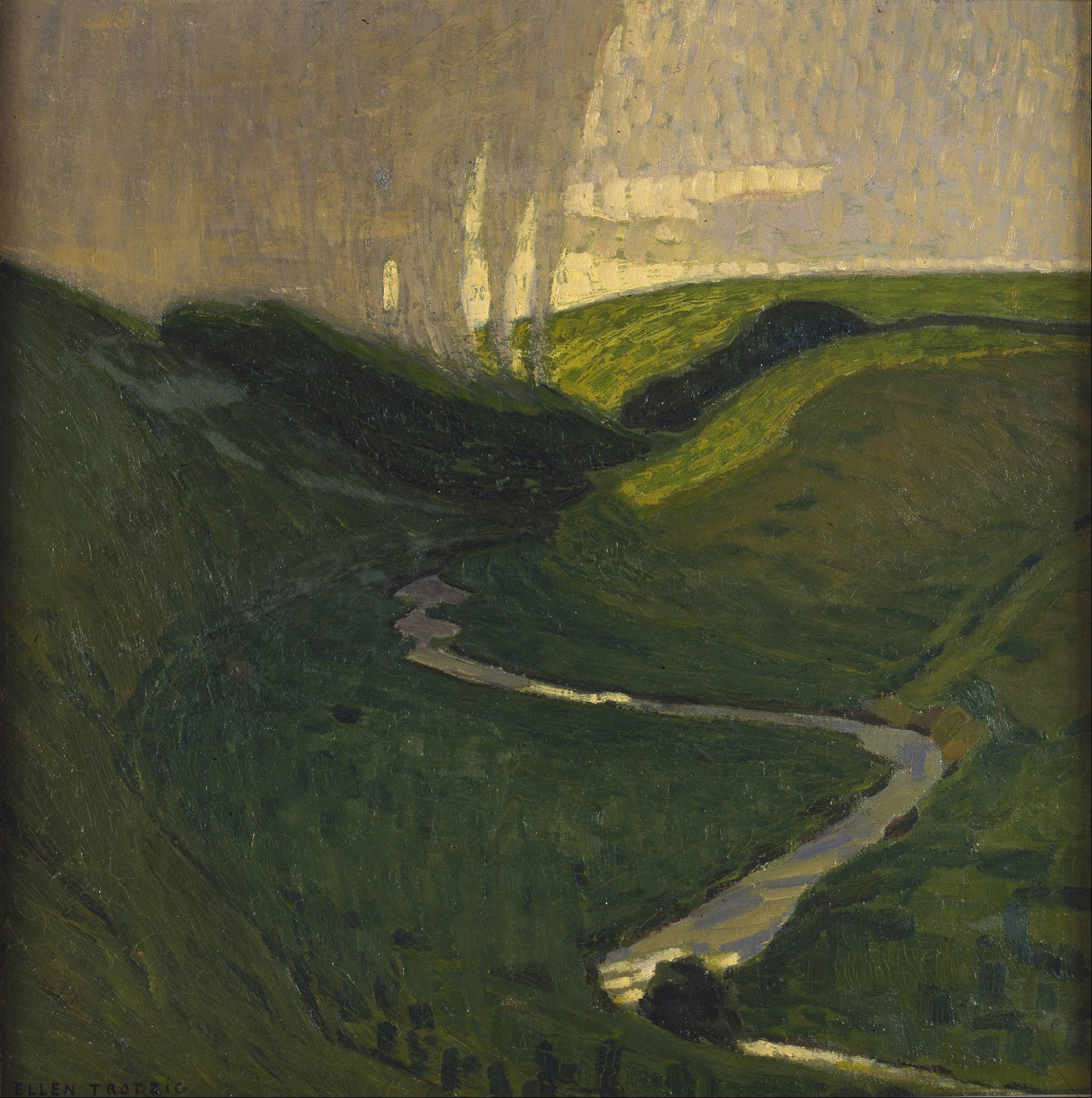
Ливень. Ок. 1910—1911
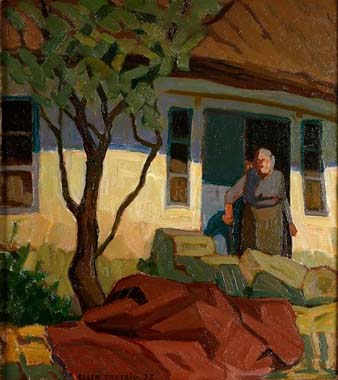
Женщина у дома. 1932
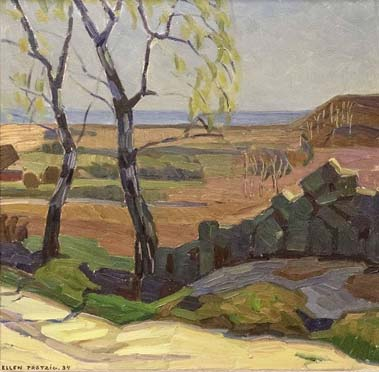
Весенний день II. 1934
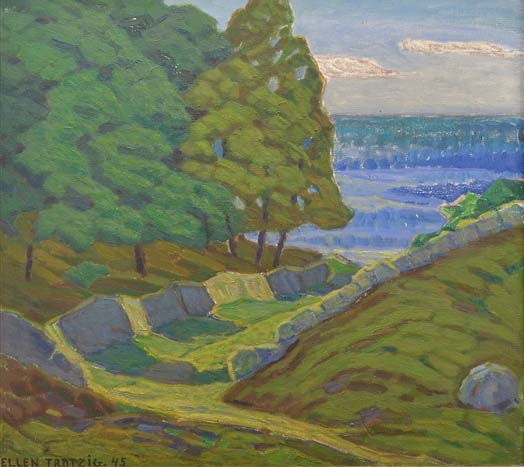
Дорога к озеру. 1945